# قناة لبنية
قناة لبنية أو الساعد (جمع السَّواعد) هي تلك القناة التي تتقارب وتشكل نظامًا متفرعًا يربط الحلمة بالفصيصات في الغدة الثديية. عندما يحدث التكاثر اللبني، تحت تأثير الهرمونات، يتم نقل الحليب إلى الحلمة عن طريق عمل انقباضات العضلات الملساء على طول الجهاز الأقنيمي إلى طرف الحلمة. يشار إليها أيضًا باسم أو القنوات المجرية، أو القنوات الثديية أو قنوات الحليب.

## الهياكل
تصطف القنوات اللبنية بواسطة ظهارة عمودية تدعمها الخلايا العضلية الظهارية. عندما لا تكون المرأة مرضعة، يتم غلق القناة اللبنية في كثير من الأحيان عن طريق سد الكيراتين. تساعد هذه المكونات في منع البكتيريا من دخول القناة في النساء غير المرضعات.
قبل عام 2005، كان يُعتقد داخل الهالة أن القناة اللبنية تتوسع لتشكل الجيوب الأنفية اللبنية التي يتراكم فيها اللبن بين جلسات الرضاعة الطبيعية. لكن الدراسات السابقة أظهرت أن الجيوب الأنفية اللبنية غير موجودة

## الوظيفة
تلعب الظهارة العمودية دورًا رئيسيًا في تحقيق التوازن بين إنتاج الحليب وركود الحليب والارتشاف. تشكل خلايا الظهارة العمودية الوصلات الضيقة التي تنظمها الهرمونات والعوامل المحلية مثل الضغط ومحتوى الكازين. البرولاكتين و/أو اللاكتوجين المشيمي ضروريان لإغلاق الرابط المحكم بينما البروجسترون هو الهرمون الرئيسي الذي يمنع الإغلاق قبل الولادة.

## الأهمية السريرية
غالبية أمراض الثدي إما تنشأ من القنوات اللبنية أو ترتبط ارتباطا وثيقا. يعد التعرض الشديد للأمراض الحميدة والخبيثة جزئيًا نتيجة لتحفيز النمو الهرموني للدراجات مما يؤدي إلى ارتفاع معدل دوران الخلايا وتراكم العيوب وتوازن هرموني معقد يكون شديد التعقيد.[بحاجة لمصدر]
- تنشأ معظم أنواع سرطان الثدي من ظهارة الأقنية (انظر سرطان الأقنية في الموقع)
- ورم حليمي في داخل الثدي من الثدي
- غالبًا ما يحدث التهاب الضرع بسبب خلل في إفراز الثدي في الفصيصات والارتشاف في القنوات.
- يحدث التهاب الضرع غير النفاسي في كثير من الأحيان عن طريق آلية مماثلة مع العدوى
- القناة مماثلة ومتداخلة مع المذكورة أعلاه
- خراج تحت باطن والحرشفية من القنوات اللبنية
- يُعتقد أن معظم أشكال تغيرات الثدي الليفية الكيسية وخراجاتها ناشئة عن القنوات اللبنية

## شذوذ بنية القناة اللبنية
تشوه أو شذوذ في شكل أو حجم قناة الحليب التي تؤثر سلبا على تدفق الحليب. المعروف أيضا باسم قناة الحليب. الأسباب النموذجية: المشابك الحلمة، الثقب، أو الأكثر شيوعًا، حواف مضخة الثدي غير المناسبة.